# Plan Cuatrienal

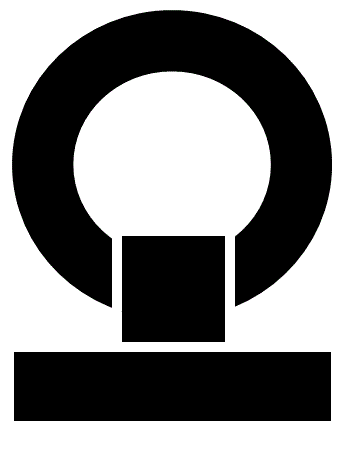
Logotipo del conglomerado Reichswerke Hermann Göring, en uso desde 1937.

El Plan Cuatrienal fue una serie de medidas económicas iniciadas por Adolf Hitler, con Hermann Göring al mando. Partiendo en 1936, Göring fue designado Plenipotenciario del Reich, dándole jurisdicción sobre los gabinetes de varios ministerios tales como el Ministerio de Economía, Ministerio de Defensa y el Ministerio de Agricultura. El plan fue parte de la estructura gubernamental alternativa creada por el Partido Nacionalsocialista, el cual incluía entidades tales como la Organización Todt y la unificación de las SS con la fuerza de policía alemana, incluyendo a la Gestapo bajo el mandato de Heinrich Himmler.
El principal propósito del Plan Cuatrienal fue suministrar el rearmamento de Alemania y preparar a la nación para la autosustentabilidad en un periodo de cuatro años comprendido entre 1936 y 1940. Además de enfatizar en la reconstrucción de las fuerzas armadas, ignorando las sanciones impuestas a Alemania en el Tratado de Versalles después de su derrota en la Primera Guerra Mundial, el Plan Cuatrienal buscaba reducir el desempleo, aumentar la producción de fibra sintética, llevar a cabo obras públicas bajo la supervisión de Fritz Todt, aumentar la producción de automóviles, comenzar la edificación de varios proyectos arquitecturales y ampliar el sistema de carreteras o Autobahn.

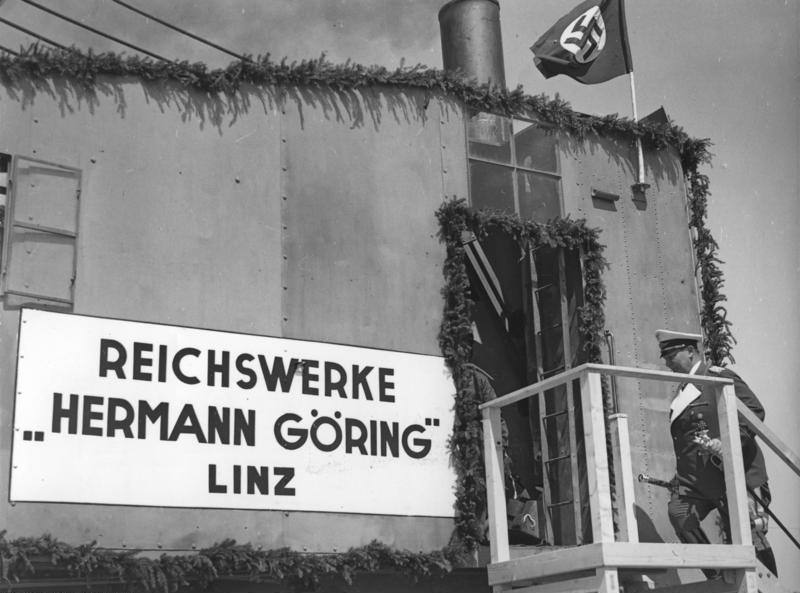
Hermann Göring visitando la construcción del Reichswerke, sede Linz, 13 de mayo de 1938.

## Métodos
El Plan Cuatrienal protegía la explotación agraria y promovía la autarquía alemana. Göring fue puesto al mando del Plan Cuatrienal al momento de su incepción y le fueron asignados poderes plenipotenciarios. Él poseía un completo control sobre la economía, incluyendo el sector privado, especialmente después de que el ministro de Economía Hjalmar Schacht comenzará a perder favor con Hitler al oponerse a los crecientes gastos militares a expensas del crecimiento económico del sector civil. Durante los siguientes años, el Estado Alemán bajo el Reichswerke Hermann Göring inició la construcción de refinerías, plantas de aluminio y fábricas para la producción de materiales sintéticos tales como hidrocarburos y caucho sintético.
El Plan Cuatrienal técnicamente concluyó en 1940, aunque la Oficina del Plan Cuatrienal, una agencia a nivel de gabinete ostentaba tanto poder que el plan fue extendido indefinidamente.